# Кушенов-Дмитревский, Фёдор
Фёдор Куше́нов-Дмитре́вский — российский музыкант-любитель, разрабатывавший теорию игры на гуслях.
Точные даты жизни неизвестны; жил во второй половине XVIII и начале XIX века. Известен в первую очередь как составитель «Новейшей полной школы или Самоучителя для гуслей…», вышедшей по меньшей мере двумя изданиями (в 1808 и 1810 годах). Другая известная его работа — «Новейшая школа для фортепиано» (издана до 1820 года).
Предполагаемый отец Дмитрия Фёдоровича Кушенова-Дмитревского; автором второй указанной работы также иногда считается Дмитрий, а не Фёдор Кушенов-Дмитриевский.

## Труды
- Новейшая полная школа или самоучитель для гуслей, по которому легчайшим способом без помощи учителя, самому собою можно научиться правильно и верно играть на гуслях, с присовокуплением новых Русских песен, также Арий и Хоров из Русалки, Кондр-тансов, Польских, Вальсов, Кадрилей и проч. сочиненное известным Российской публике любителем сего инструмента г. Федором Кушеновым-Дмитревским. — СПб.: в Тип. Академии наук, 1808.